# Campeonato Femenino Africano de Fútbol 1991
El Campeonato Femenino Africano de Fútbol de 1991 fue la primera edición del Campeonato Femenino de la CAF, el campeonato de fútbol femenino en África (CAF). Determinó el clasificado final de la CAF para la Copa Mundial Femenina de la FIFA 1991. Nigeria ganó el torneo, derrotando a Camerún en la final.
Originalmente, se programó que ocho equipos jugaran en el torneo, pero la mitad de ellos se retiró, causando que solo cuatro equipos compitan activamente por el derecho de representar a África en la Copa del Mundo. De hecho, Camerún llegó a la final por defecto.
En el torneo, se marcaron 22 goles en 6 juegos.
La mayoría de los detalles de este torneo son desconocidos.

## Equipos participantes
- Camerún
- Congo
- Ghana
- Guinea
- Nigeria
- Senegal
- Zambia
- Zimbabue

Los equipos que se retiraron en cursiva.

## Sedes
Esta es la única sede conocida en donde se disputaron los pocos partidos del campeonato.
| Lagos | Lagos                     |
| Lagos | Estadio Nacional de Lagos |
| Lagos | Capacidad: 55.000         |
| ----- | ------------------------- |
| Lagos |                           |

## Soporte
|  |          |         |         |         |   |         |   |  |  |
|  | Nigeria  | 7       |         |         |   |         |   |  |  |
|  | Nigeria  | 7       |         |         |   |         |   |  |  |
|  | Ghana    | 2       |         |         |   |         |   |  |  |
|  | Ghana    | 2       |         | Nigeria | 7 |         |   |  |  |
|  |          |         |         | Nigeria | 7 |         |   |  |  |
|  |          |         | Guinea  | 0       |   |         |   |  |  |
|  | Guinea   | w/o     | Guinea  | 0       |   |         |   |  |  |
|  | Guinea   | w/o     |         |         |   |         |   |  |  |
|  | Senegal  |         |         |         |   |         |   |  |  |
|  |          |         |         |         |   | Nigeria | 6 |  |  |
|  |          |         |         |         |   |         | 6 |  |  |
|  |          |         | Camerún | 0       |   |         |   |  |  |
|  | Zambia   | w/o     | Camerún | 0       |   |         |   |  |  |
|  | Zambia   | w/o     |         |         |   |         |   |  |  |
|  | Zimbabue |         |         |         |   |         |   |  |  |
|  |          | Camerún | w/o     |         |   |         |   |  |  |
|  |          |         | w/o     |         |   |         |   |  |  |
|  |          |         | Zambia  |         |   |         |   |  |  |
|  | Camerún  | w/o     |         |         |   |         |   |  |  |
|  | Camerún  | w/o     |         |         |   |         |   |  |  |
|  | Congo    |         |         |         |   |         |   |  |  |
|  |          |         |         |         |   |         |   |  |  |
|  |          |         |         |         |   |         |   |  |  |

## Fases del torneo

### Cuartos de final
| 16 de febrero de 1991 | Nigeria | 7:2 | Ghana | Estadio Nacional de Lagos, Lagos |  |
|                       |         |     |       | Asistencia: 55.000 espectadores  |  |

|  | Guinea | w/o | Senegal |  |  |

Senegal se retira, Guinea avanza.
|  | Zambia | w/o | Zimbabue |  |  |

Zimbabwe se retira, Zambia avanza.
|  | Camerún | w/o | Congo |  |  |

Congo se retira, Camerún avanza.

### Semifinal
| 4 de mayo de 1991 | Nigeria | 7:0 | Guinea | Stade du 28 Septembre, Conakri |  |
|                   |         |     |        | Asistencia: ? espectadores     |  |

|  | Camerún | w/o | Zambia |  |  |

Zambia se retira, Camerún avanza.

## Final
| 30 de junio de 1991 | Nigeria | 6:0 | Camerún | Stade Ahmadoy Ahidjo, Yaundé    |  |
|                     |         |     |         | Asistencia: 30.000 espectadores |  |

## Campeón
| Bandera de Nigeria |
| Campeón Nigeria    |
| 1° título          |

| Predecesor: - | Campeonato Femenino Africano de Fútbol I edición | Sucesor: Campeonato Femenino Africano de Fútbol 1995 |

- Datos: Q477967